# 小山裕達
小山 裕達（こやま ゆうたつ、1981年1月1日 - ）は、東京都出身の料理人、元俳優。

## 人物
身長176cm。
俳優時代はネオ・エージェンシーに所属していた。
現在は東京豊島区南池袋の「三年ぶた蔵 池袋豚舎」で料理長を務めている。

## 出演

### テレビドラマ
- ねらわれた学園（1997年） - 楳図 役
- ウルトラシリーズ
  - ウルトラマンダイナ 第33話「平和の星」（1998年） - ショウ 役
  - ウルトラQ dark fantasy 第1話「踊るガラゴン」（2004年） - 隊員 役
- 六番目の小夜子 第4話「謎のメッセージ」・第5話「不思議なうたごえ」（2000年）
- マッチポイント! 第4話「盗まれた遠征費」（2000年）
- 仮面ライダーシリーズ
  - 仮面ライダークウガ 第42話「戦場」・第43話「現実」（2000年） - 間宮正彦 役[3]
  - 仮面ライダーアギト 第5話「第3の戦士」（2001年） - 水泳部員 役
  - 仮面ライダー555 第1話「旅の始まり」（2003年） - 牧野大介 役[4]
- はみだし刑事情熱系
  - PART5 第11話「死者が仕掛けた爆弾 涙のタイムリミット」（2000年）
  - 最終章 第4話「水族館大パニック! 捨てられた母の記憶」（2004年）
- ズッコケ三人組3 第3話「とびだせズッコケ事件記者」（2001年）
- ごくせん 第9話「人のせいにすんな!!」（2002年）
- 逮捕しちゃうぞ 第1話「暴走婦警コンビ登場!?」（2002年）
- 恋のバカヤロー!（2002年）
- 恋は戦い! 第2話「仮面夫婦女の本音VS男のウソ」・第4話「二股の恋純情な恋」（2003年） - ホスト 役
- 上京トライ 東京はコワイところ…?（2003年） - 裕太 役
- 動物のお医者さん 第1話「私はチョビ」（2003年） - 学生 役
- ホットマン 第7話「降矢家崩壊の危機」（2003年） - バイトの男 役
- 特命係長 只野仁 第1話「問題社員」（2003年） - 浦木の部下 役
- クニミツの政 第9話「優しい勇気」（2003年） - 男 役
- ビギナー 第3話「黒いパンツを見た」（2003年）
- 独身3!! 第10話「同窓会で恋の奇跡!?」（2003年） - キャバクラの店員 役
- 異議あり!女弁護士大岡法江 第5話「狙われた婚約者の秘密」（2004年）
- 霊感バスガイド事件簿 第1話「しのび泣く木」（2004年）
- 月曜ミステリー劇場 弁護士高見沢響子 第7作「消えたわが子よ!! 月の光とテディベアの謎…少女監禁殺害事件の法廷で男が発砲!! 勝ち目のない拳銃男の弁護に響子が挑む」（2005年） - 田倉雅夫 役

### 映画
- 姐御 〜ANEGO〜（2002年） - 荒木 役
- 木更津キャッツアイ 日本シリーズ（2003年） - ジョージの手下 役

### オリジナルビデオ
- 実録・土佐遊侠外伝 鯨道（2007年）

### PV
- K DUB SHINE マキシマムリスペクト（2003年）

### VP
- 安全衛生教育ビデオシリーズ〜愛しき人よ これが俺の仕事だ
- NTT SIONet
- 東京ディズニーシー
- リクルート（2002年）
- ココスジャパン（2002年）